# Bundesstraße 69
Pour les articles homonymes, voir B69 et Route 69.
La Bundesstraße 69 (abrégé en B 69) est une Bundesstraße reliant Emstek à Diepholz.

## Localités traversées
- Emstek
- Vechta
- Diepholz